# Manoir du Lieu Calice
Le manoir dit Le Lieu Calice est un édifice situé à Hotot-en-Auge, en France.

## Localisation
Le monument est situé dans le département français du Calvados, à Hotot-en-Auge.

## Historique
L'édifice est daté du XVIIIe siècle plus précisément 1739. 
L'édifice fait l'objet d'une mesure de protection au titre des Monuments historiques  : les façades et les toitures du manoir, le salon du rez-de-chaussée et la chambre pourvue d'un décor peint localisée au premier étage sont inscrits en date du 16 avril 1975.

## Architecture
L'édifice possède un avant-corps avec un fronton caractéristique des manoirs du pays d'Auge bâtis sous le règne de Louis XV. Des façades sont pourvues d'ardoises pour protéger l'intérieur de l'humidité.